# Caddie

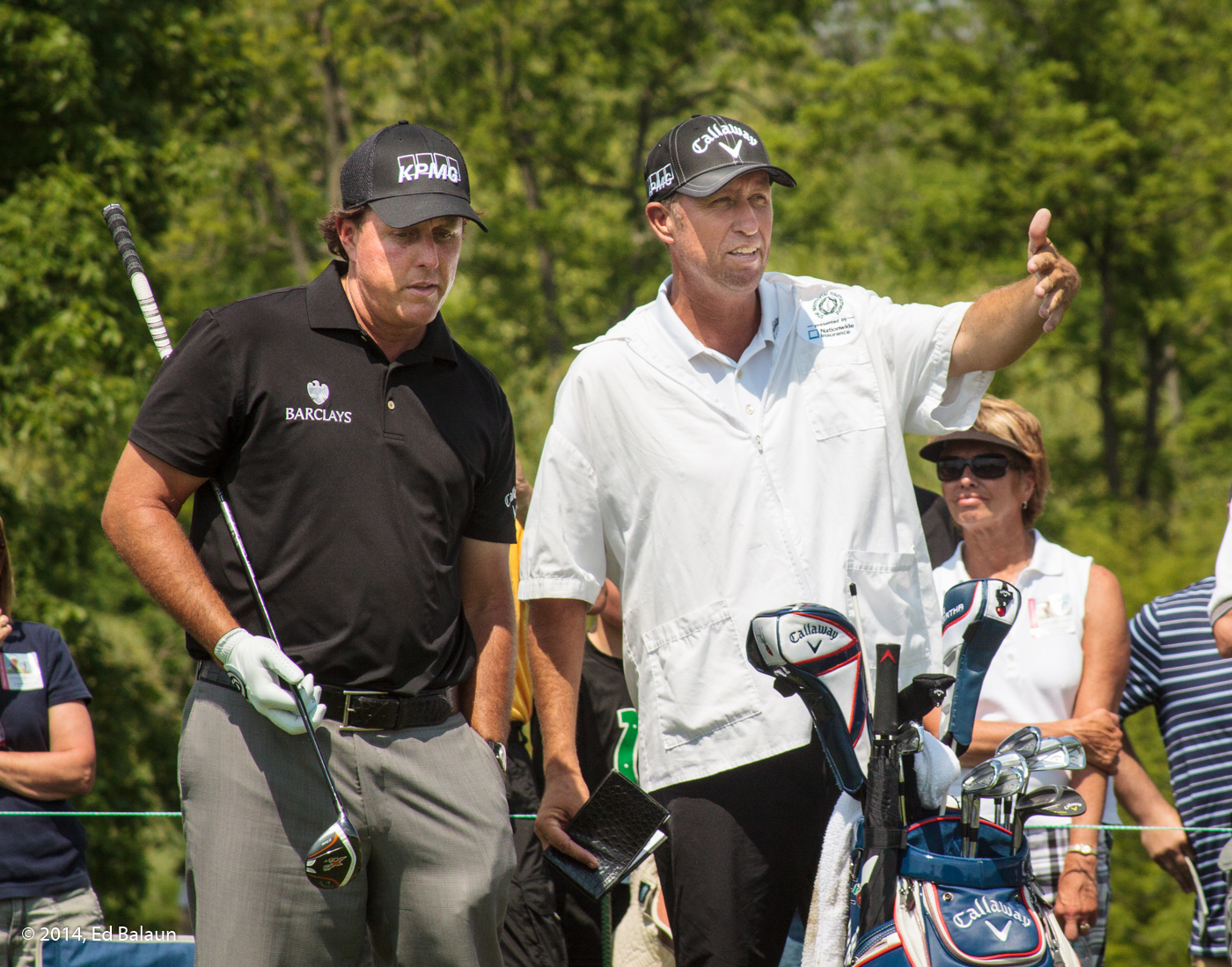
Phil Mickelson berät sich 2014 mit seinen langjährigen Caddie Jim "Bones" Mackay.

Ein Caddie (Englisch caddie, amerikanisches Englisch caddy) ist eine Person, die beim Golfspiel die Schlägertasche trägt und dem Spieler vor allem als Berater bei der Schlägerwahl und beim Lesen von Grüns dient. Caddies sind wichtiger Bestandteil bei Profi-Turnieren; im Breitensport sind sie (zumindest in Deutschland) kaum noch anzutreffen (vergleichbar den Ballkindern beim Tennis).

## Allgemein
Der Begriff ist von der englischen Koseform caddie für cadet „Kadett“ hergeleitet.
Das Wort Elektro-Caddie wird gelegentlich auch für die Elektroautos benutzt, die auf manchen Golfplätzen anzutreffen sind, siehe auch Golfmobil.
Auch Deutschlands bekanntester Golfspieler Bernhard Langer hat vor seiner Profi-Karriere als Caddie gearbeitet. Da ein Caddie die schwere Golftasche über rund 7 km tragen muss, sind Frauen als Caddie selten. Umso bekannter ist Fanny Sunesson, lange Jahre Nick Faldos Caddie.
Große Meisterschaftsturniere gehen meist über vier Tage bzw. zwei Tage wenn der Cut nicht erreicht wird. Pro Turnier ist ein Festgehalt von 2000 Dollar die Regel (Stand 2024). In den höchsten Profi-Touren ist es üblich, dass dem Caddie ein fester Bestandteil des Preisgeldes zusteht: 10 Prozent bei einem Sieg, 7 Prozent für die Top-10 und 5 Prozent beim Überstehen des Cuts.

## Die wichtigsten Aufgaben eines Caddies
- Golftasche tragen und Schläger reichen
- Verlorene Bälle suchen
- Flaggenstock bedienen, wenn der Spieler es wünscht
- Balllage markieren, falls der Ball aufgehoben wird
- Divots des Spielers zurücklegen
- Schläger und Bälle reinigen
- Bunker harken, wenn der Spieler ihn betreten hat
- Distanzen ermitteln
- Besonderheiten der einzelnen Bahnen kennen
- Spieler psychologisch betreuen
- Golfregeln kennen

Für alle Fehler die der Caddie macht wird der Spieler bestraft!